# William Lyons

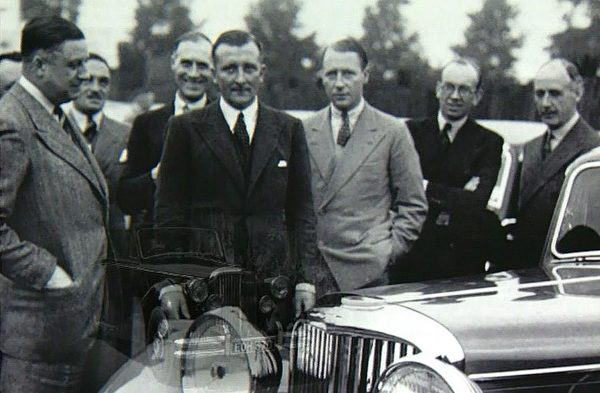
William Lyons (vierter von links) 1940

Sir William Lyons (* 4. September 1901 in Blackpool; † 8. Februar 1985 in Warwickshire) war britischer Unternehmer und Gründer der Automobilmarke Jaguar.

## Familie und Ausbildung
Er wurde als zweites Kind von William und Minnie Lyons in Blackpool geboren und besuchte die Arnold School mit durchschnittlichen Noten bis zu seinem 17. Lebensjahr. Sein Vater beschaffte ihm einen Ausbildungsplatz bei Crossley Motors Ltd, und der junge William Lyons studierte abends an der Technischen Fachschule Manchester Maschinenbau. Lyons fühlte sich in dem Großunternehmen jedoch nicht wohl, half einige Zeit im elterlichen Musikalien- und Klaviergeschäft aus und startete als Autoverkäufer bei Brown & Mallalieu in Blackpool. Er war auch im Motorradsport erfolgreich und gewann mit seiner Harley-Davidson Daytona Special einige Bergrennen.

## Unternehmer

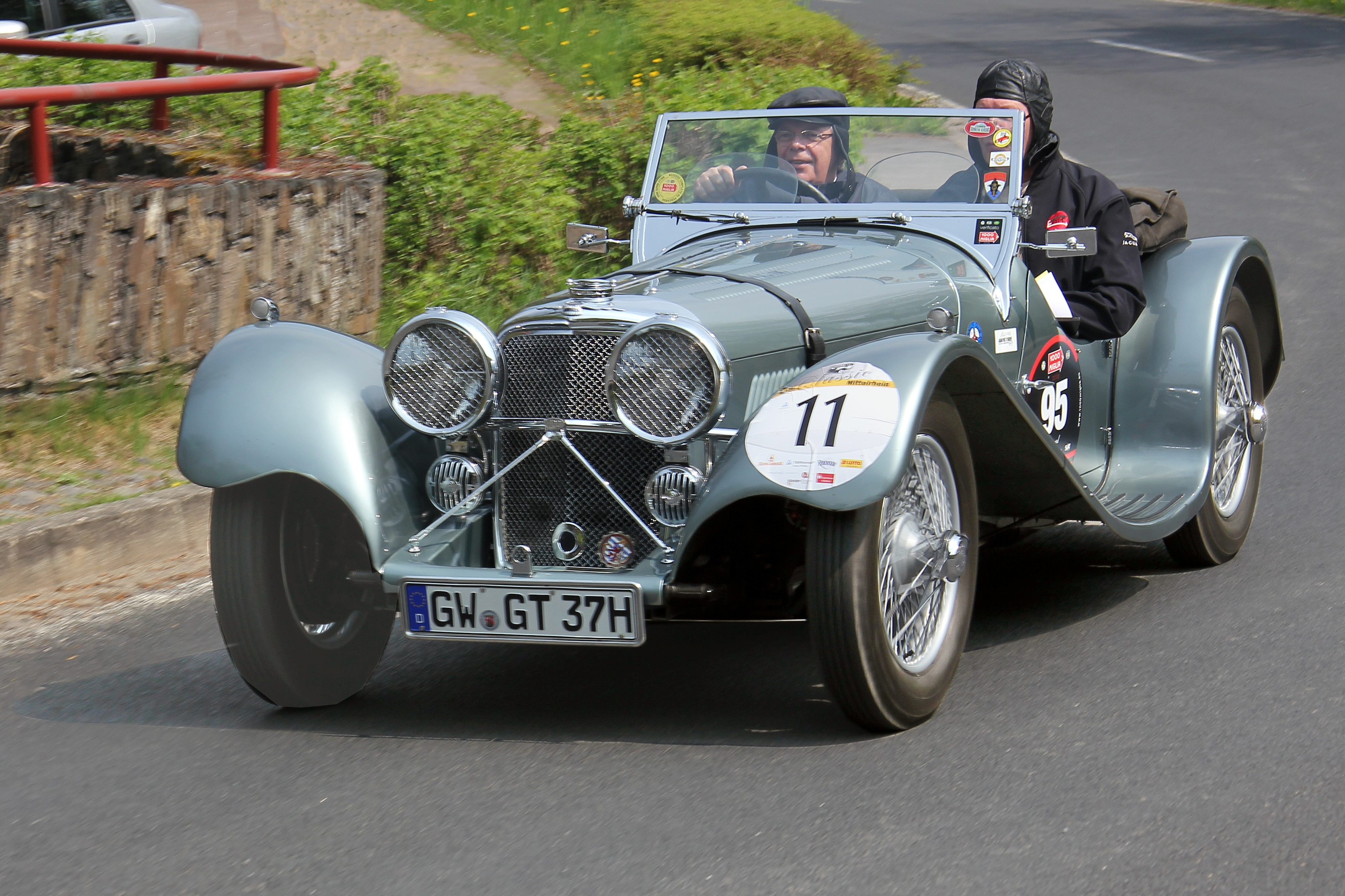
Jaguar S.S. 100

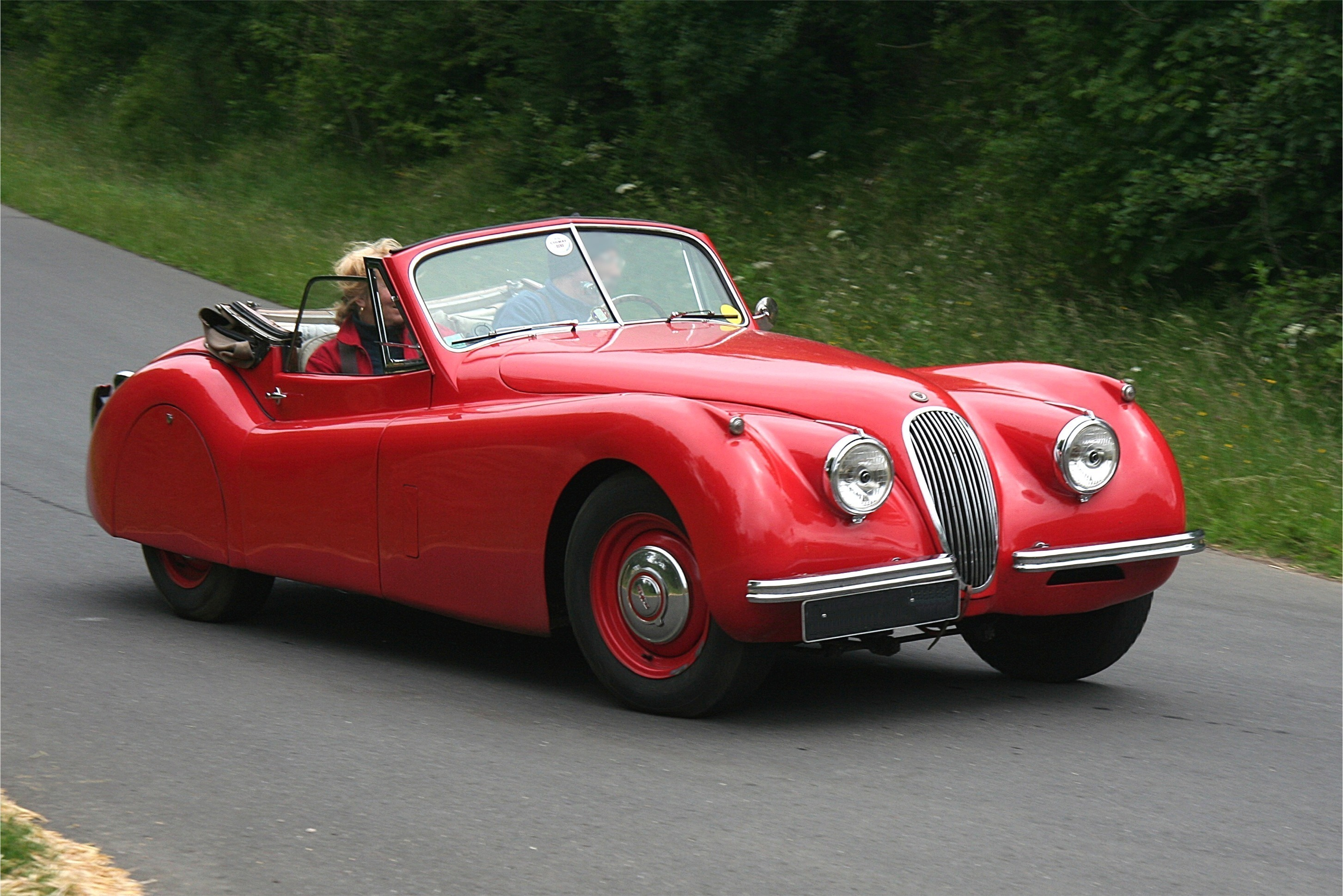
XK 120

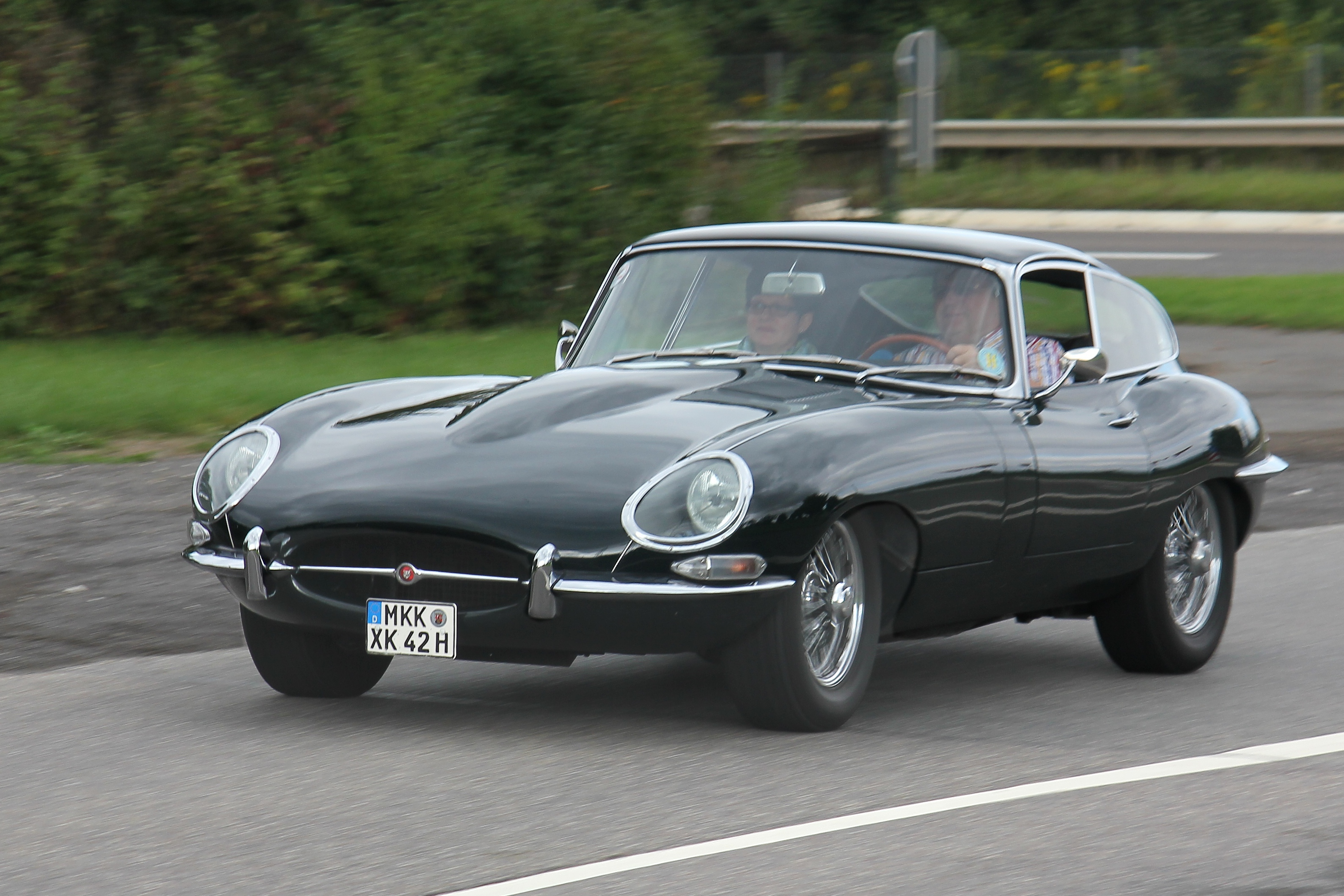
Jaguar E-Type

1922 gründete William Lyons im Alter von 21 Jahren gemeinsam mit dem acht Jahre älteren William Walmsley die Swallow Sidecar Company, die elegante Motorrad-Beiwagen herstellte. Am 6. November 1926 wurde – im Anschluss an den Umzug in eine größere Werkstatt – in der Blackpool Gazette für die Swallow Sidecar & Coach Building Co geworben. Die erste für die Serienfertigung geplante Autokarosserie war für den Austin-Swallow bestimmt, einen Zweisitzer, der im Frühjahr 1927 zugelassen wurde. Mitte August wurde der Morris-Swallow auf dem Chassis des Cowley angekündigt. Während der Austin-Swallow dank fleißiger Mitwirkung des Londoner Autohandelshauses Henlys ein großer Erfolg wurde, entstanden vom Morris-Swallow – wohl wegen der Konkurrenz von M.G. – nur einige wenige Exemplare.
1928 kam die geschlossene viersitzige Limousine Austin-Swallow Saloon heraus, und im Jahr darauf weitere, sehr ähnliche Saloons auf den Chassis des Fiat 509, des Swift Ten und des Standard Nine. Mit dem zierlichen Wolseley Hornet wagte Lyons sich 1930 erstmals ins Sechszylinder-Terrain, wo er Ende 1930 auch den Standard-Swallow 16 HP mit dem Fahrwerk des erst 1928 komplett neu konstruierten Standard Ensign lancierte.
Als Automobilenthusiast begeisterte Lyons sich für niedrige, elegante Linien, wie sie gerade in den USA beliebt wurden. Die von den Großserienherstellern verfügbaren Chassis ließen solche Dimensionen nicht zu. So setzte Lyons alles daran, einen der großen Hersteller zur Produktion besonders flacher Chassis mit langem Radstand zu überreden – exklusiv für sein Unternehmen. Das gelang ihm schließlich bei Standard, einem Hersteller, mit dem er schon geschäftliche Beziehungen unterhielt. Dies war die Geburtsstunde des im Oktober 1931 auf der Motor Show in der Londoner Olympia-Halle vorgestellten S.S. 1 mit dem aus dem Standard-Swallow bereits bekannten Motor, jetzt jedoch wahlweise auch in größerer 20-HP-Ausführung. Parallel wurde der formal recht ähnliche, jedoch auf dem serienmäßigen Chassis des Standard Little Nine aufbauende S.S. 2 vorgestellt.
Am 26. Oktober 1933 gründete William Lyons die S.S. Cars Ltd mit einem Kapital von 10.000 Pfund. Der 1932 komplett erneuerte, nun wirklich elegante S.S. 1 war auch als Tourer und als Saloon mit hinteren Seitenfenstern anstelle der Sturmstangen lieferbar. Für das Modelljahr 1934 erhielt auch der S.S. 2 eine neue Karosserie ganz im Stil des größeren Modells, und zwar ebenso wie dieser als Coupé, offener Tourer und als Saloon. Für 1935 gab es zusätzlich den S.S. 1 Airline, eine besonders luxuriös ausgestattete Limousine mit einer Art Fließheck. Schließlich kamen Anfang 1935 noch das – dem bisherigen Coupé sehr ähnliche – Drophead-Coupé mit wirklich aufklappbarem Verdeck und der zweisitzige, im Radstand deutlich verkürzte Rennsportwagen S.S. 90 hinzu.
Trotz aller Bemühungen waren die Motoren nicht in der Lage, die mit den Karosserielinien suggerierten Fahrleistungen auch nur annähernd sicherzustellen. Lyons beschäftigte sich mit dem Reihenachtzylinder von Studebaker und dem Zoller-Kompressor, doch diese Möglichkeiten wurden schließlich verworfen. Mit Hilfe des Motorexperten Harry Weslake ließ Lyons den Standard-Sechszylinder auf hängende Ventile umkonstruieren, und wieder war Standard bereit, dieses über 100 bhp starke Aggregat exklusiv für S.S. herzustellen.
Im Herbst 1935 stellte William Lyons im Mayfair Hotel in London den S.S. Jaguar 2 ½ Litre vor, der diesen Motor erhielt – Jaguars erste viertürige Klasse-Limousine. Der gleiche Motor machte den Rennsportwagen zum S.S. 100, wobei die Ziffer die Höchstgeschwindigkeit in Meilen pro Stunde (160 km/h) angab. Ab Ende 1937 wurden neben dem 2 ½ Litre auch 3 ½ Litre Saloons und S.S. 100 angeboten, die auch im internationalen Motorsport erfolgreich waren.
Im März 1945 wurde Lyons’ Firma S.S. Cars Ltd in Jaguar Cars Ltd umbenannt. Am 30. September 1948 stellte William Lyons den Mark V als Limousine und Drophead Coupé vor. Blickfang war jedoch der Sportwagen XK 120. Er schuf mit seiner sensationell leistungsstarken XK-Maschine (Reihensechszylinder mit 3,4 Liter Hubraum) mit zwei obenliegenden Nockenwellen und halbkugelförmigen Brennräumen die Basis für den Ruf der Marke. Der XK 120 war mit einer Höchstgeschwindigkeit von 120 mph (193 km/h) der schnellste Sportwagen seiner Zeit. Der daraus entwickelte XK 120 C oder C-Type brachte Jaguar mit Siegen 1951 und 1953 in Le Mans den Durchbruch zur international anerkannten Sportwagenmarke.
Ein schwerer Schlag war der mysteriöse Unfalltod seines einzigen Sohnes John Michael auf dem Weg zum 24-Stunden-Rennen von Le Mans im Jahr 1955, das ein Jaguar gewann. 1956 wurde William Lyons für seine Verdienste, insbesondere für den Aufbau des Unternehmens und des Exportgeschäfts, mit dem Titel Knight Bachelor geehrt.
1961 stellte Sir William Lyons den E-Type auf dem Genfer Auto-Salon vor; ein besonders leistungsstarkes Testexemplar konnte mit dem aus dem XK 150 S bekannten 3.8 Liter XK-Motor die magischen 150 mph (241 km/h) erreichen. Ab 1964 wurde der E-Type mit dem auf 4,2 Liter aufgebohrten XK-Motor und ab 1966 auch als 2+2sitziges Coupé verkauft.
In den sechziger Jahren übernahm Lyons weitere Unternehmen, unter anderem Daimler, Guy und Coventry Climax. Am 11. Juli 1966 gaben Sir William Lyons und Sir George Harriman die Fusion von Jaguar Cars Ltd und der British Motor Corporation (BMC) bekannt. Nur zwei Jahre später ging diese BMH jedoch in der British Leyland Motor Corporation auf.
Während die Sportwagen die Basis für den Mythos von Jaguar schufen, verkaufte das Unternehmen in erster Linie die luxuriösen und sportlichen Limousinen (sports saloon). Alle Autos von Sir William Lyons boten zumindest auf dem heimischen britischen Markt ein sehr gutes Preis-Leistungs-Verhältnis, exzellente Fahrleistungen und -eigenschaften sowie ein sportlich-elegantes Styling ganz eigener Prägung.
Sir William Lyons blieb Aufsichtsratsvorsitzender und Geschäftsführer bis 1972. Seine Nachfolge trat „Lofty“ England an, aber Sir William behielt als Ehrenpräsident weiterhin eine einflussreiche Rolle auf dem Gebiet des Stylings.
Trotz gesundheitlicher Beeinträchtigungen interessierte Lyons sich auch nach der Pensionierung sehr für das Unternehmen, das er aufgebaut hatte. Seine wahre Leidenschaft galt dann jedoch dem landwirtschaftlichen Großbetrieb, zu dem er das von ihm seit 1937 bewohnte Gut Wappenbury Hall inzwischen ausgebaut hatte. Dort starb er auch am 8. Februar 1985. Seine Gattin Greta, geborene Brown, die er 1924 geheiratet hatte, überlebte ihn nur um rund ein Jahr. Neben dem Sohn John Michael entstammten der Ehe die beiden Töchter Patricia Quinn und Mary Rimell.